# 伊達基宗
伊達 基宗（だて もとむね）は、鎌倉時代後期の武士。通称は孫太郎。官位は従五位下・宮内少輔。伊達氏6代当主。

## 概要
5代当主・伊達宗綱の子。7代当主・伊達行宗（行朝）の父。
名は盛綱とされることもある。具体的な事蹟は伝わっていない。建武2年（1335年）には既に没していたと推測される。菩提寺は宮城県の満願寺で、法名は満願寺殿誠志堅貞大居士。

## 関連作品
- 政宗ダテニクル（声：松岡禎丞）2016年のアニメ作品および2021年の劇場アニメ作品。福島県伊達市のご当地アニメとしてガイナが制作。

| スタブアイコン | サブスタブ | この項目は、まだ閲覧者の調べものの参照としては役立たない、人物に関連した書きかけの項目です。この項目を加筆・訂正などしてくださる協力者を求めています（P:人物伝/PJ:人物伝）。 |